# Vanessa Gilles
Vanessa Brigitte Gilles (* 11. März 1996 in Châteauguay, Québec) ist eine kanadische Fußballnationalspielerin. In der Saison 2025/26 spielt sie für den FC Bayern München in der Bundesliga.

## Karriere

### Vereine
Vanessas Mutter wurde in Montréal geboren, ihr Vater in Paris. Zunächst spielte sie Tennis, wechselte dann zum Fußball. Im Alter von 16 Jahren spielte sie das erste Mal für den Ottawa Capital United SC. Nach dem Studium an der University of Cincinnati, an der sie auch für die Bearcats 82 Mal in der Big 12 Conference spielte, folgten Stationen in Kanada bei West Ottawa SC und Zypern bei Apollon Limassol. Von 2018 bis 2012 spielte sie erstmals in der Division 1 Féminine für Girondins Bordeaux. Mit Bordeaux nahm sie an der Qualifikation zur UEFA Women’s Champions League 2021/22 teil. Nach Siegen über den 1. FC Slovácko und Kristianstads DFF traf sie mit ihrer Mannschaft im Finale des Platzierungsweg auf den VfL Wolfsburg. Da beide Mannschaften ihre Heimspiele mit 3:2 gewannen, kam es zum Elfmeterschießen, das mit 0:3 verloren wurde. Nach dreieinhalb Jahren in Bordeaux erhielt sie einen Einjahresvertrag mit Option auf ein weiteres Jahr beim neuen NWSL-Franchise Angel City FC. Nach nur sieben Spielen wurde sie im September 2022 bis Juni 2023 an Olympique Lyon ausgeliehen. Mit Lyon erreichte sie das Viertelfinale der UEFA Women’s Champions League 2022/23 gegen Chelsea FC Women, in dem sie erneut im Elfmeterschießen scheiterten. Mit Abschaffung der Auswärtstorregel reichte der 2:1-Sieg in London – bei dem sie das erste Tor erzielt hatte – nach der 0:1-Heimspielniederlage nicht aus.
Am 20. Mai 2023 wurde ihre Ausleihe um eine weitere Saison bis zum 30. Juni 2024 verlängert. Sie spielte eine weitere Saison, bevor sie am 20. Mai 2025 vom FC Bayern München unter Vertrag genommen wurde und einen bis zum 30. Juni 2028 datierten Vertrag erhielt.

### Nationalmannschaft
2018 kam sie das einzige Mal für die Nachwuchsnationalmannschaft des FFF der Altersklasse U23 zu einem Länderspiel, bevor sie sich entschied für den CSA als Nationalspielerin zu wirken. Am 10. November 2019 spielte sie erstmals in der A-Nationalmannschaft, als sie beim 3:0-Sieg gegen die Nationalmannschaft Neuseelands im Vier-Nationen-Turnier in China zur zweiten Halbzeit eingewechselt wurde. Am 7. März 2020 gehörte sie der Startelf im zweiten Spiel des Tournoi de France gegen die Nationalmannschaft der Niederlande an und erlebte 90 Minuten lang den torlosen Ausgang des Spiels. Auf den dritten Einsatz musste sie – auch bedingt durch die COVID-19-Pandemie – dann fast ein Jahr warten. Im Turnier um den SheBelieves Cup 2021 bestritt sie im ersten Spiel, das gegen die US-amerikanische Nationalmannschaft mit 0:1 verloren wurde, erneut 90 Minuten lang. Nach drei weiteren Einsätzen in Freundschaftsspielen im April und Juni wurde sie auch für das aufgrund der Pandemie um ein Jahr verschobenes Olympisches Fußballturnier nominiert. Dabei kam sie im dritten Gruppenspiel sowie allen K.-o.-Spielen zum Einsatz und gewann mit ihrer Mannschaft die Goldmedaille. Im entscheidenden Elfmeterschießen des Finales traf sie lediglich den Querbalken, da eine Mitspielerin traf und eine Schwedin zuvor vergab, gewannen sie das Turnier. Es folgten weitere Einsätze in Freundschaftsspielen im Herbst 2021 und Frühjahr 2022. Im Juli nahm sie mit der Mannschaft an der CONCACAF W Championship 2022 teil und qualifizierte sich durch das Erreichen des Halbfinales für die WM 2023. Im Finale verloren sie mit 0:1 gegen die US-amerikanische Nationalmannschaft.
Am 9. Juli 2023 wurde sie für die WM 2023 nominiert, kam in allen drei Gruppenspielen zum Einsatz; schied mit ihrer Mannschaft jedoch nach Abschluss der Vorrunde aus dem Turnier aus.
Für die Olympischen Spiele 2024 wurde sie wieder nominiert und in den drei Gruppenspielen und bei der Niederlage im Elfmeterschießen gegen Deutschland im Viertelfinale eingesetzt. Sie erzielte in den Gruppenspielen gegen Frankreich den 2:1-Siegtreffer in der 12. Minute der Nachspielzeit und gegen Kolumbien den 1:0-Siegtreffer für ihre Mannschaft.

## Erfolge und Auszeichnungen
- 2018: Zyprischer Pokalsieger
- 2021: Olympiasieger
- Französischer Meister 2023, 2024, 2025
- Französischer Pokalsieger 2023